# Takács Tibor (költő)
Takács Tibor (1949-ig T. István) (Szeged, 1927. július 29. – 2014. március 16.) Táncsics Mihály-díjas magyar író, költő, újságíró, rádiós szerkesztő.

## Életpályája
Iskoláit Szegeden járta ki. 1949 óta a Szegedi Hírlapnál újságíró, majd a Magyar Rádió szerkesztője lett. 1954–1958 között szabadfoglalkozású volt. 1958–1982 között a MEDOSZ Földművelő című lapjának főszerkesztője volt. 1982-ben nyugdíjba vonult.

## Művei
- A mindenség balladái (versek, 1946)
- Szabad hazában (versek, 1950)
- Szöktetés Budáról (ifjúsági regény, 1959)
- Móra igazgató úr. Kotormány János emlékei Móra Ferencről (életrajzi regény, 1961)
- A kaftános fejedelem (történelmi regény, 1965)
- Thököly ifjúsága (történelmi regény, 1966)
- Az ezüstkard (történelmi regény, 1968)
- Dervistánc (történelmi regény, 1970)
- Klapka katonái (történelmi regény, 1972)
- Erdély köpönyegében (Mikes Kelemen életrajzi regénye, 1974)
- Apám, a vöröskatona (regény, 1979)
- Csalánruha (történelmi regény, 1981)
- Halló, Tartsay lakás? (regény, 1985)
- Aranytányér (önéletírás, 1985)
- A királynő katonája (történelmi regény, 1986)
- Sziklatörés (regény, 1987)
- Ördögkút (regény, 1988)
- Széchy Mária, a fekete rózsa (életrajzi regény, 1989)
- Tatárcsillag (történelmi regény, 1990)
- Ketten az Isten tenyerén (regény, 1990, 2008)
- Aranypávák az asszonyok (regény Balassi Bálintról, 1994)
- Farkasparancs (regény, 1994)
- Hat asszony meg a hetedik (regény, 1995)
- Örök csónak. Válogatott versek 1956–1996 (1997)
- Csillagokkal takaróztam (versek, 1998)
- 101 szonett. Ami megment az elmúlástól (szonettek, 1999)
- Szerelmesek tükör előtt. Casanova Budán (regény, 1999)
- Felvidéki várak (regényes útirajz, 1999)
- Éveim ághegyén (versek, 2000)
- Szülővárosom szép Szeged. Vallomás a városról (2000)
- Aranyhíd a nagyvilágba (versek 1955–2000) (2001)
- Császármadár (történelmi regény, 2001)
- Napjaim koronája (versek, 2001)
- Örvények szigetén (versek, 2002)
- Kígyó a koronán (történelmi regény, 2002)
- Isten molnára (versek, 2003)
- Költő a vérpadon (történelmi regény, 2003)
- Halálvágta (történelmi regény, 2003)
- Kócos kutyaságai avagy volt egyszer egy pulim (regény, 2003)
- Otthonom anyanyelvem (versek, 2003, 2005)
- Királyhattyú (történelmi regény, 2003)
- Magyar csillag Palermo egén (történelmi regény, 2004)
- Író a mikrofon előtt (tárcák, 2004)
- Kétfelé folynak a vizek (történelmi regény Bethlen Gáborról, 2004)
- Kék tükör – Az utazás csodájáról (2004)
- Várak, városok varázsa (2006)
- A sors kiválasztottja (történelmi regény, 2006)
- Balkáni barangolás (2007)
- Tiszai mesék (2007)
- Öt tenger kék vizén (2008)
- Aphrodité bikiniben és Kiűzetés a paradicsomból (két regény, 2008)
- Nem félek a haláltól (történelmi regény, 2008)
- Mire meghal a nyár (2009)
- Huszárok a hadak útján, 2009
- A múzsa ölelésében (versek, 2010)
- Szerelmek labirintusában (regény, 2011)
- Huszár Sándor bujdosásai (napló, 2011)
- Aranykereszt a félhold felett (történelmi regény 1456-ról, 2012)
- Unokáimról írtam – Néha magamról is (napló, 2013)
- Macskatangó, 2002–2013; Hungarovox, Budapest, 2013

## Díjai, elismerései
- A Munka Érdemrend bronz fokozata (1973)
- A Munka Érdemrend ezüst fokozata (1982)
- A Magyar Honvédség és a Magyar Írószövetség nívódíja (1983, 1993, 1995)
- Magyar Köztársasági Arany Érdemkereszt (1997)
- Táncsics Mihály-díj (2005)
- Nagy Lajos-díj (1997)